# 六輕福德宮
23°48′06″N 120°55′38″E / 23.8015915°N 120.927153°E
六輕福德宮，是位於臺灣雲林縣麥寮鄉三盛村六輕園區阿媽公園的土地祠，分香自車城福安宮，是台塑集團為安定人心而建。

## 建立
2011年9月報導時，台塑麥寮廠區近一年連續發生八次工安事故。為此，當地的三盛村鎮安宮五年王爺廟，在王船祭時一改過去竹編王船，改為木造的大王船，希望期待大船大保庇。台塑除改善工安外，為安定人心請風水師看風水，得到的解釋是抽砂造陸開發而成的人工地「地靈太輕」（土地的磁場不好），廠區的阿媽公園需興建一座土地公廟。對此，立委劉建國在同年9月13日則反應六輕應要極力痛改，否則土地公也不會保佑。次月22日，由車城福安宮迎請土地公安奉。

## 祭祀

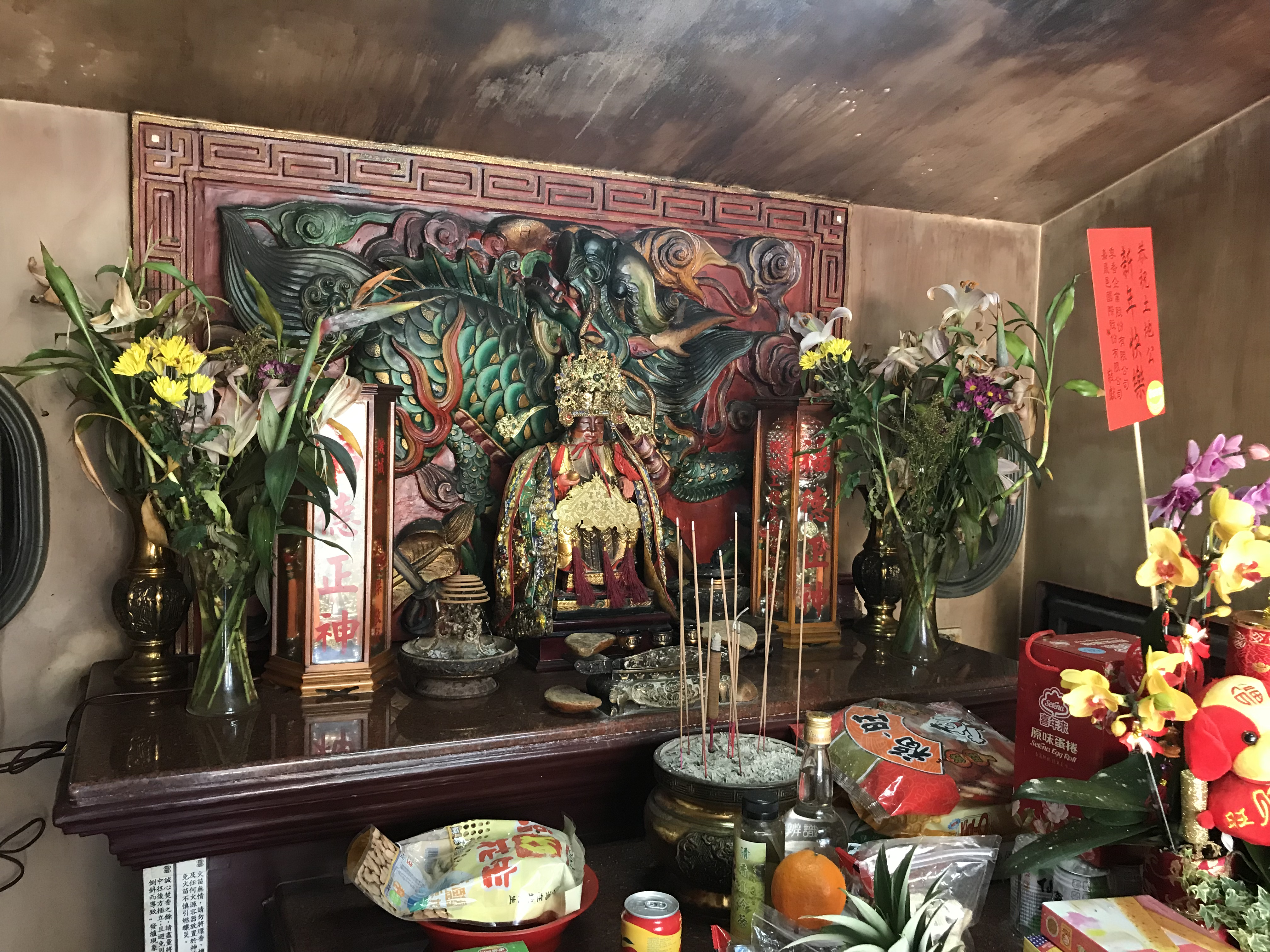
神像

平時台塑員工上、下班前都會前來此廟祭拜，儼然成為六輕員工、包商的信仰中心。外包商也會請布袋戲作酬神戲。六輕員工認為工廠工安事故防範首重平日保養，但很多情況是常理難以解釋的，只能說是有拜有保佑。
農曆二月初二土地公聖誕時，六輕管理部主管會率各廠主管與員工為土地公祝壽。台塑管理部也會率領員工及眷屬信眾去車城福安宮謁祖進香。